# Ludwig Feyerabend
Ludwig Hermann Oswald Feyerabend (* 17. Oktober 1855 in Auras an der Oder, Provinz Schlesien; † 11. Oktober 1927 in Würzburg) war ein deutscher Prähistoriker und langjähriger Direktor des Kaiser-Friedrich-Museums Görlitz.

## Leben und Werk

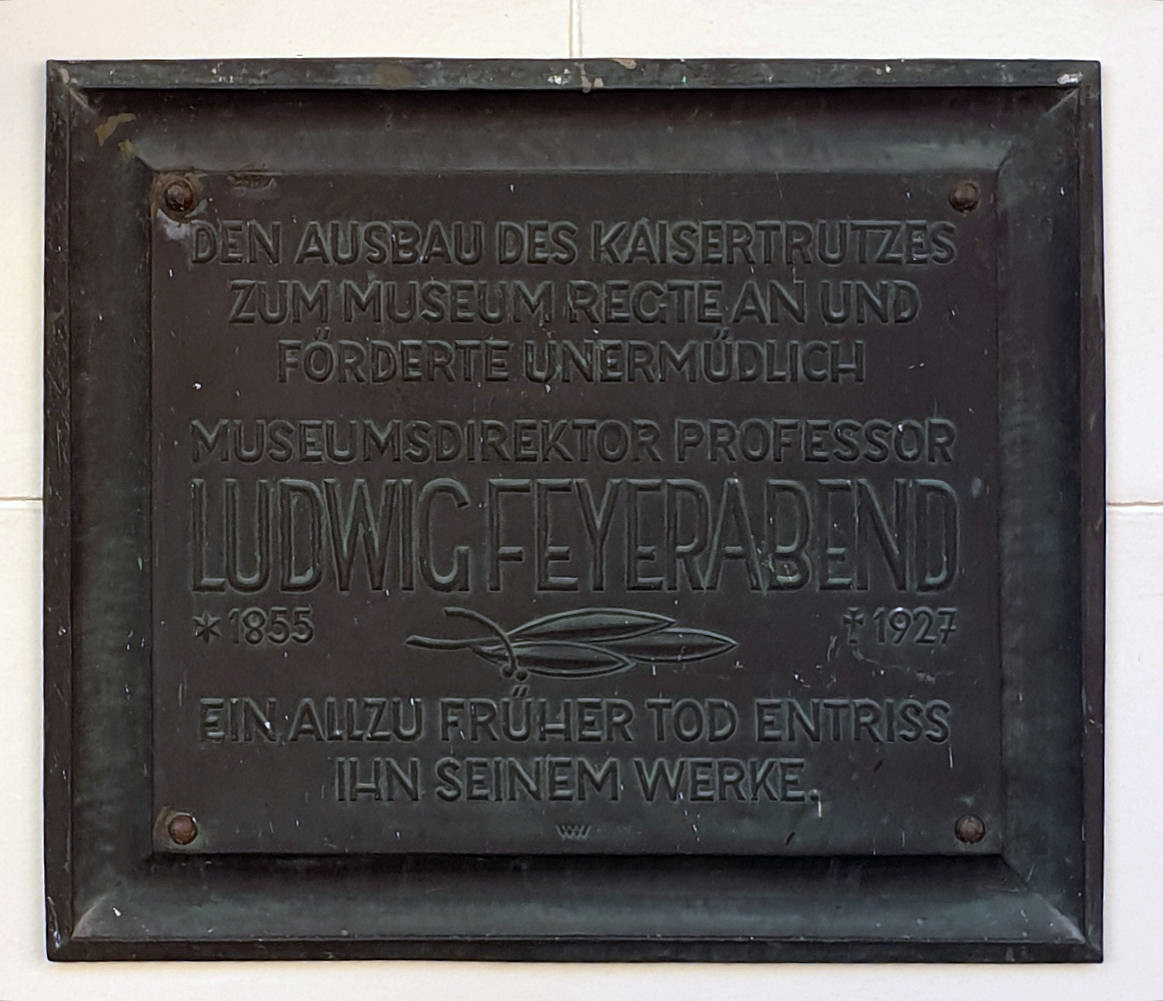
Gedenktafel in Görlitz

Ludwig Feyerabend, der Sohn des Predigers Oswald Feyerabend (1809–1872) und der Therese Tischer, besuchte das Gymnasium in Jauer. Nach dem Tod des Vaters erhielt der 16-Jährige eine Freistelle an der Landesschule Pforta, die er 1875 mit dem Abitur als Primus Omnium verließ. Nach dem Militärdienst studierte er in Breslau klassische Philologie, Deutsch, Geschichte und Kunstgeschichte sowie in Wien Vergleichende Sprachwissenschaften, Germanistik und Kunstgewerbe. Während seines Studiums wurde er 1876 Mitglied der Alten Breslauer Burschenschaft der Raczeks. Die Staatsprüfung bestand er 1880 in Breslau. Als Oberlehrer lehrte er dann hauptsächlich Griechisch an den Gymnasien in Ohlau und Jauer. 1885 wurde er Leiter des ärztlichen Pädagogikums der Kahlbaumschen Heilanstalt in Görlitz, 1896 Leiter und Besitzer der Dr. Winklerschen Vorbereitungsanstalt in Görlitz. Im Ersten Weltkrieg war er als Hauptmann der Landwehr Kommandeur eines Bataillons des Infanterie-Regiments „von Courbiére“ (2. Posensches) Nr. 19, mit dem er an der Ostfront eingesetzt wurde. Am 27. Januar 1915 wurde er zum Major befördert. Nach dem Auskurieren einer Verwundung wurde er beim Generalstab verschiedener Heeresteile eingesetzt, dann als Aufklärungsoffizier des Generalquartiermeisters. Er erhielt das Eiserne Kreuz II. und I. Klasse, das Österreichische Verdienstkreuz mit der Kriegsdekoration und den bulgarischen St. Alexander-Orden mit Krone und Schwertern.
Feyerabend leitete viele archäologische Ausgrabungen, zum Beispiel in Zentendorf, Leschwitz, Lissa, auf der Landeskrone, in Rothenburg, Muskau und Reichwalde. 1902 wurde er Direktor der neugeschaffenen Oberlausitzer Gedenkhalle mit Kaiser-Friedrich-Museum. Er widmete sich dem Aufbau des noch leeren Museums, dem er die Sammlungen des Städtischen Museums für Altertum und Kunst einverleibte sowie die Sammlungen einiger Privatleute und die Sammlung der von ihm 1888 gegründeten und bis 1926 geleiteten Gesellschaft für Anthropologie und Urgeschichte der Oberlausitz. 1889 wurde er Mitglied und 1909 Ehrenmitglied der Niederlausitzer Gesellschaft für Anthropologie und Altertumskunde. Außerdem war er Mitglied der Oberlausitzischen Gesellschaft der Wissenschaften (seit 1888) und Inspektor ihrer reichen Sammlungen, Mitglied der Naturforschenden Gesellschaft zu Görlitz und zweimal deren zweiter Präsident sowie Mitglied der Berliner Gesellschaft für Anthropologie, Ethnologie und Urgeschichte. Korrespondierende Mitgliedschaften hatte er in der Brandenburgia, im Verein für die Geschichte Berlins und im Verein für Geschichte und Altertumskunde Schlesiens. Er erhielt den Roten Adlerorden 4. Klasse und 1913 wurde ihm der Professorentitel verliehen.
In erster Ehe war er mit der Tochter des Eisenbahn-Bauunternehmers Plüschke verheiratet, in zweiter Ehe mit Marie Hummel. Seine Kinder waren Margarete (* 1886), Hildegard (* 1889; verheiratet mit dem Oberfeldarzt der Reserve und SS-Oberführer Walter Lichtschlag), Richard (* 1904), Fritz (* 1907) und Heinz (* 1907).

## Schriften
Feyerabend veröffentlichte Aufsätze über prähistorische Themen in verschiedenen wissenschaftlichen Zeitschriften und über Museumskunde in Karl Koetschaus Zeitschrift Museumskunde. Seit 1890 gab er die Jahreshefte der Gesellschaft für Anthropologie und Urgeschichte der Oberlausitz heraus. Daneben veröffentlichte er:
- Luther und das Herzigsche Lutherfestspiel. Sinogoritz, Görlitz 1888
- Ludwig Feyerabend (Bearbeiter) und J. Schurig (Zeichner): Tafel vorgeschichtlicher Altertümer der Oberlausitz. 2. Auflage, C. A. Starke, Görlitz [1900]
- Führer durch die Oberlausitzer Gedenkhalle mit Kaiser Friedrich-Museum. 2. Auflage, Arthur Krüger, Görlitz 1910
- Die Oberlausitzer Gedenkhalle mit Kaiser Friedrich-Museum 1902/1912. Görlitzer Nachrichten und Anzeiger, Görlitz 1912.
- mit Arthur Haupt: Alt-Görlitz einst und jetzt. Hoffmann & Reiber, Görlitz 1928.